# 郑文卿
郑文卿（1910年12月—1997年3月），男，河北博野人，中华人民共和国政治人物，曾任中共青海省委常委，青海省政协副主席，青海省人民检察院检察长、党组书记，青海省人大常委会副主任。